# Shareholder Value
Als Shareholder Value (deutsch Aktionärswert) wird in der Ökonomie der Marktwert des Eigenkapitals von Unternehmen bezeichnet. Er entspricht dem Unternehmenswert, gemessen am notierten Kurswert der Aktien des Unternehmens. Der „Shareholder-Value-Ansatz“ ist ein von Alfred Rappaport entwickeltes betriebswirtschaftliches Konzept, welches Unternehmensgeschehen als eine Reihe von Zahlungen (Cashflows) betrachtet, analog zu den aus (Sach-)Investitionen resultierenden Zahlungsreihen. Die Bewertung des Unternehmens wird anhand der sogenannten freien Cashflows ermittelt. Der Shareholder Value ergibt sich dabei aus den auf den Bewertungszeitpunkt diskontierten freien Cashflows abzüglich des Marktwertes des Fremdkapitals (also z. B. Bankverbindlichkeiten).
Der Vermögenswert, den ein Anteilseigner (Aktionär, englisch shareholder) einer Aktiengesellschaft besitzt, besteht aus dem Kurswert der entsprechenden Aktie, multipliziert mit der Anzahl der gehaltenen Anteile. Eine auf Mehrung des Shareholder Value angelegte Unternehmenspolitik zielt demnach auf die Steigerung des Aktienkurses ab. Wird nicht ausschließlich eine kurzfristige Steigerung des Börsenkurses angestrebt, so umfasst die Strategie auch Ziele wie die langfristige Optimierung der Wettbewerbsfähigkeit und Profitabilität des Unternehmens – dies geht damit einher, dass am Kapitalmarkt gebildete Aktienkurse stets die Zukunftserwartungen der Marktteilnehmer mit einpreisen. Das Shareholder-Value-Prinzip wird heute von Unternehmen weltweit angewandt.

## Herkunft
Der Shareholder-Value-Ansatz geht auf das im Jahr 1986 veröffentlichte Buch Creating Shareholder Value von Alfred Rappaport zurück. Danach hat die Unternehmensleitung im Sinne der Anteilseigner zu handeln. Ihr Ziel ist die Maximierung des langfristigen Unternehmenswertes durch Gewinnmaximierung und Erhöhung der Eigenkapitalrendite. Die geforderte Eigenkapitalmindestverzinsung dominiert andere Belange. Weil der Begriff mittlerweile in die Kritik geraten ist, wurde er sowohl in der Fachliteratur als auch in den Unternehmen durch Value Based View (englisch für ‚wertbasierte Sicht‘) ersetzt.

## Zusammenhang mit der Unternehmensführung

Schematische Herleitung des Shareholder Value

Der Shareholder Value kann als Resultat der Unternehmensführung betrachtet werden. Dabei haben verschiedene Faktoren einen Einfluss, wie Rappaport 1999 ausführte. Bemerkenswert daran ist, dass Management-Entscheidungen nur indirekt einen Einfluss auf den effektiv geschaffenen Shareholder Value haben.
Insbesondere die Schicht der Bewertungskomponente kann die Auswirkungen der getroffenen Management-Entscheidungen verstärken oder wieder aufheben. Hier setzt dann auch die Kritik an der Berechnung des Shareholder Value (siehe unten) an.
Die Robusten Schritte sind Maßnahmen, von welchen man annimmt, dass sie effektiv etwas in Bezug auf den SHV bewirken. Dadurch wird auch sichtbar, dass der Shareholder Value ein Ansatz ist, der mit Stakeholder Value vereinbar ist.

## Berechnung des Shareholder Values
In seinen Hauptvarianten wird der Shareholder Value nach dem
- Discounted-Cashflow-Verfahren als Summe der diskontierten Zahlungsströme abzüglich des Fremdkapitalwertes, oder dem
- Ertragswertverfahren als Summe der diskontierten zukünftigen Gewinne und Ausschüttungen berechnet.

Berechnung des Shareholder Value nach der 1. oben genannten Hauptvariante:
- Die freien Cashflows (FCF) der betrachteten Jahre (t) werden mit (1+WACC) abgezinst und anschließend summiert.
- Diese Summe wird mit der, nach gleichem Verfahren abgezinsten, Summe des Residualwertes (geschätzte freie Cashflows für die Zeit nach den betrachteten Jahren) sowie dem Wert des nicht-betriebsnotwendigen Vermögens (Wertpapieranlagen, Spekulationsgüter usw.) summiert.
- Zieht man von dieser Summe das Fremdkapital des Unternehmens ab, erhält man den Shareholder Value.

### Anwendungen
Mit den Diskontfaktoren lassen sich die Kapitalkosten bestimmen. Aus Kapitalmarktdaten sind die Fremdkapitalkosten bestimmbar. Das Capital Asset Pricing Model eignet sich zur Ermittlung der Eigenkapitalkosten. Die Risikoprämie liegt in den USA bei 5 %, in Europa bei 4 %. Typische Werte für Beta liegen um 1. Equity Beta berücksichtigt auch den Leverage-Effekt.

## Verdienste des Shareholder-Value-Ansatzes
Als wesentliche Leistung des Konzeptes wird in der Fachliteratur herausgestellt, dass es alle unternehmerischen Aktivitäten auf ihre Auswirkungen auf den freien Cashflow zurückführt und über die Diskontierung freien Cashflows den Zahlungszeitpunkt mitberücksichtigt. Bereits an der Definition des Shareholder Value ist erkennbar, dass
1. das Niveau des freien Cashflows und seine Entwicklung ein entscheidendes Kriterium für die Nachhaltigkeit eines Unternehmens sind und
2. auch die Finanzierungsstruktur eines Unternehmens den Shareholder Value beeinflusst.

Da diese Größen Gegenstand der langfristigen Finanzplanung sind, wird deutlich, wie verzahnt die operative Unternehmenssteuerung einerseits und das Finanzmanagement andererseits sind.

## Innerer Unternehmenswert und Börsenwert
Oft wird die Idee einer Wertorientierung und diejenige einer Kapitalmarktorientierung gleichgesetzt. Shareholder-Value-Konzepte im Sinne einer Orientierung der Unternehmenspolitik am (fundamentalen) Unternehmenswert basieren jedoch auf wesentlich weniger restriktiven Annahmen als ein Shareholder-Value-Konzept im Sinne der Kapitalmarktorientierung. Die Orientierung am Börsenwert als Zielgröße setzt nämlich voraus, dass der Börsenwert und der fundamentale Unternehmenswert übereinstimmen. Tatsächlich zeigen jedoch viele empirische Untersuchungen zur Effizienz des Kapitalmarkts, dass hier vielfältige Bewertungsanomalien vorliegen und damit der fundamental angemessene Wert (als sinnvoller Zielgröße eines wertorientierten Managements) vom aktuellen Börsenwert abweichen kann. Ursachen hierfür liegen u. a. im Bereich psychisch bedingter Fehler von Investoren, die die Behavioral Finance Forschung untersucht. Zudem sind Informationsasymmetrien zu beachten: Für die Berechnung des fundamental angemessenen Unternehmenswerts werden die bestverfügbaren (unternehmensinternen) Daten verwendet, während der Kapitalmarkt nur unvollständig informiert ist.

## Kritik am Shareholder-Value-Ansatz

### Methodische Kritik
Methodische Kritikpunkte beziehen sich auf:
- Unzulänglichkeiten bei der Bestimmung von Unternehmenswerten und speziell der Kapitalkostensätze bei einem unvollkommenen Kapitalmarkt (Kapitalkosten),
- die Berücksichtigung von Anreizproblemen des Managements, das nur durch sehr spezielle Zielvorgaben zielkongruent, d. h. im Interesse der Eigentümer agiert.

### Inhaltliche Kritik
Kritiker lehnen die Fokussierung auf den Unternehmenswert ab. Eigenkapitalgeber eines Unternehmens seien nicht die einzige Anspruchsgruppe eines Unternehmens. Bei unternehmerischen Entscheidungen sollten auch potenzielle Auswirkungen auf andere Stakeholder, beispielsweise Mitarbeiter, Kunden, Öffentlichkeit und die Umwelt, berücksichtigt werden. So vertritt der Wirtschaftsethiker Peter Ulrich die These, dass der Shareholder-Value-Ansatz „unternehmensethisch nicht vertretbar“ und als Grundlage einer Unternehmensphilosophie ungeeignet sei. Es gelte, „die legitimen Ansprüche aller Stakeholder in fairer, ausgewogener Weise zu berücksichtigen“, also neben den Aktionären auch „die Mitarbeiter, die Lieferanten, Kunden sowie das gesamte gesellschaftliche Umfeld“. Diese Kritik hat zu alternativen Konzepten geführt, etwa dem ganzheitlichen Managementsystem Balanced Scorecard.